# Peter Annæus Øyen

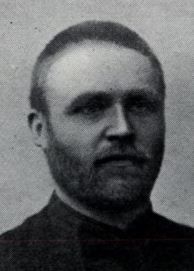
Peter Annæus Øyen.

Peter Annæus Øyen, född 16 augusti 1863 i Trondheim, död 30 maj 1932 i Oslo, var en norsk kvartärgeolog.
Øyen blev student 1887 och filosofie kandidat 1891. Han studerade glacial- och kvartärgeologi vid Stockholms högskola 1897–98, blev amanuens vid Kristiania universitets mineralogiska institution 1898 och konservator vid det paleontologiska museet i Kristiania 1919. Han var även verksam som föreläsare i markvetenskap.
Øyen gjorde för kvartärgeologiska studier vidsträckta resor såväl inom som utom Norge och utvecklade ett omfattande författarskap, däribland Isbræstudier i Jotunheimen (1891). Han blev ledamot av Videnskabsselskabet i Kristiania 1901.